# Number 1's (álbum de Destiny's Child)
#1's es un recopilatorio del grupo Destiny's Child que contiene canciones de sus álbumes The Writing's on the Wall, Survivor, This Is The Remix, y Destiny Fulfilled.
Fue lanzado el 25 de octubre de 2005, alcanzando el número #1 en el Billboard 200 y el número #6 en la UK Album Chart.

## Lista de canciones
| Track list |                                                                                |                                                                                                |          |  |
| N.º        | Título                                                                         | Escritor(es)                                                                                   | Duración |  |
| 1.         | «Stand Up for Love» (2005 World Children's Day Anthem)                         | D. Foster, A. Foster-Gillies                                                                   | 4:45     |  |
| 2.         | «Independent Women Part I» (#1's Edit, from Survivor)                          | B. Knowles, S. Barnes, C. Rooney, J. C. Olivier                                                | 3:36     |  |
| 3.         | «Survivor» (#1's Edit, from Survivor)                                          | B. Knowles, A. Dent, M. Knowles                                                                | 3:49     |  |
| 4.         | «Soldier» (featuring T.I. & Lil Wayne, radio edit, from Destiny Fulfilled)     | B. Knowles, K. Rowland, M. Williams, R. Harrison, S. Garrett, D. Carter, C. Harris             | 4:05     |  |
| 5.         | «Check on It» (Beyoncé featuring Slim Thug , from The Pink Panther)            | B. Knowles, K. Dean, S. Garrett, A. Beyincé, S. Thomas                                         | 3:32     |  |
| 6.         | «Jumpin', Jumpin'» (from The Writing's on the Wall)                            | B. Knowles, R. Moore, C. Elliot                                                                | 3:49     |  |
| 7.         | «Lose My Breath» (#1's Edit, from Destiny Fulfilled)                           | B. Knowles, K. Rowland, M. Williams, R. Jerkins, F. Jerkins, S. Garrett, L. Daniels, S. Carter | 3:33     |  |
| 8.         | «Say My Name» (#1's Edit, from The Writing's on the Wall)                      | R. Jerkins, F. Jerkins, L. Daniels, B. Knowles, L. Luckett, K. Rowland, L. Roberson            | 4:01     |  |
| 9.         | «Emotion» (from Survivor)                                                      | B. Gibb, R. Gibb, B. Knowles                                                                   | 3:56     |  |
| 10.        | «Bug a Boo» (#1's Edit, from The Writing's on the Wall)                        | K. Briggs, Kandi, B. Knowles, L. Luckett, L. Roberson, K. Rowland                              | 3:23     |  |
| 11.        | «Bootylicious» (from Survivor)                                                 | B. Knowles, R. Fusari, F. Moore, S. Nicks                                                      | 3:29     |  |
| 12.        | «Bills, Bills, Bills» (#1's Edit, from The Writing's on the Wall)              | K. Briggs, Kandi, B. Knowles, L. Luckett, K. Rowland L. Roberson                               | 3:45     |  |
| 13.        | «Girl» (#1's Edit, from Destiny Fulfilled)                                     | B. Knowles, K. Rowland, M. Williams, P. Douthit, S. Garrett, D. Davis, E. Robinson, A. Beyincé | 3:27     |  |
| 14.        | «No, No, No Part 2» (featuring Wyclef Jean, #1's Edit, from This Is the Remix) | V. Herbert, R. Fusari, M. Brown, C. Gaines                                                     | 3:15     |  |
| 15.        | «Cater 2 U» (from Destiny Fufilled)                                            | B. Knowles, K. Rowland, M. Williams, R. Jerkins, R. Lewis, R. Waller                           | 4:07     |  |
| 16.        | «Feel the Same Way I Do»                                                       | R. Jerkins, B. Knowles, R. Lewis, K. Rowland, M. Williams, L. Daniels, F. Jerkins              | 4:06     |  |
| 60:28      |                                                                                |                                                                                                |          |  |

Nota: Varias canciones se editan a partir de su longitud original, pero estos cambios son diferentes de sus ediciones de radio original y por lo tanto se conoce como edición para el Numbers #1.
Productores: Beyoncé Knowles, LaShawn Daniels, Kevin "She'kspere" Briggs